# Ильясов, Радик Сабитович
Радик Сабитович Ильясов (род. 27 мая 1951 года, село Нижний Арбаш Кукморского района, республики Татарстан) — генеральный директор ОАО «Нижнекамскшина» (с 1997 по 2011 гг.), государственный и политический деятель. Депутат Государственной Думы шестого созыва, член фракции «Единая Россия», член комитета Госдумы по транспорту.

## Биография
Родился Радик Ильясов 27 мая 1951 года в селе Нижний Арбаш Кукморского района.
Проходил обучение в Казанском химико-технологическом институте им. С. М. Кирова, в 1973 году получил диплом о высшем образование и стал инженером-технологом. Кандидат технических наук. В этом же году трудоустроился на должность старшего инженера отдела оборудования в объединении «Нижнекамскшина».
В 1975 году и на протяжении десяти лет работал в руководящем составе цеха вулканизации грузовых шин. В 1985 году назначен секретарём парткома, начальником отдела по связям с общественными организациями и СМИ.
В 1996 году стал заместителем, а через год генеральным директором ОАО «Нижнекамскшина», в этой должности проработал до 2011 года.
С 2000 по 2011 год — депутат Государственного совета Республики Татарстан второго, третьего и четвёртого созывов от партии «Единая Россия».
В декабре 2011 года баллотировался по спискам «Единой России» в Госдуму, в результате распределения мандатов был избран депутатом Государственной думы РФ VI созыва. Срок полномочий завершён 1 декабря 2016 года. Входил в состав комитета ГД по транспорту.
16 декабря 2020 года ЦИК передал ему мандат депутата ГД 7-го созыва, освободившийся после того как Ирек Зиннуров досрочно сложил полномочия депутата ради работы руководителем Российского информационно-культурного центра Россотрудничества в Баку.
Зять Минтимера Шаймиева по линии сестры.
Женат, воспитал троих детей.
Среди увлечений — охота и рыбалка. Владеет английским, турецким, узбекским, казахским языками.

## Награды
- Заслуженный химик Российской Федерации, Заслуженный химик Республики Татарстан
- Медаль «В память 1000-летия Казани», медаль Республики Татарстан «За доблестный труд».
- Лауреат Государственной премии Республики Татарстан в области науки и техники (2007).